# 漯河駅
漯河駅（らがえき、中文表記: 漯河站、英文表記: Luohe Railway Station）は、中華人民共和国河南省漯河市源匯区にある中国鉄路総公司武漢鉄路局が管轄する駅である。

## 概要
駅舎は漯河市の源匯区に位置し、北京駅より839Km，広州駅より1,465Kmの距離となる。

## 利用可能な鉄道路線
- 中国鉄路総公司

| スタブアイコン | サブスタブ | この項目は、まだ閲覧者の調べものの参照としては役立たない、鉄道に関連した書きかけの項目です。この項目を加筆・訂正などしてくださる協力者を求めています（P:鉄道/PJ:鉄道）。 |

座標: 北緯22度50分42秒 東経108度24分34秒 / 北緯22.8451度 東経108.4094度